# Neuenkirch
Neuenkirch es una comuna suiza del cantón de Lucerna, situada en el distrito de Sursee. Limita al norte con las comunas de Nottwil y Sempach, al noreste con Hildisrieden, al este con Rain y Rothenburg, al sureste con Emmen, y al sur con Lucerna y Malters, y al oeste con Ruswil.

## Transportes
Ferrocarril
Cuenta con una estación ferroviaria en la que efectúan parada trenes regionales y de cercanías pertenecientes a la red S-Bahn Lucerna.